# Millions Like Us
Millions Like Us è il primo singolo del gruppo musicale inglese Purple Hearts, pubblicato nel 1979 dalla Fiction Records.
Come Lato B venne scelta ''Beat That!.

## Tracce
Lato A:
1. Millions Like Us

Lato B:
1. Beat That!

## Musicisti
- Bob Manton - Cantante
- Simon Stebbing - Chitarrista
- Jeff Shadbolt - Bassista
- Gary Sparks - Batterista